# Возвращение Фрэнка Джеймса
«Возвращение Фрэнка Джеймса» (англ. The Return of Frank James) — кинофильм режиссёра Фрица Ланга, вышедший на экраны в 1940 году. Продолжение вестерна «Джесси Джеймс», снятого Генри Кингом в 1939 году. Хотя фильм считается исторически неточным, он имел кассовый успех.

## Сюжет
Фрэнк Джеймс — брат знаменитого преступника Джесси Джеймса — давно отошёл от дел и проживает инкогнито на ферме, разводя скот и воспитывая взятого на попечение подростка Клема. Когда становится известно, что братья Боб и Чарли Форд вероломно убили Джесси, Фрэнк не собирается ничего предпринимать и полностью полагается на наказание по закону. Однако губернатор, действуя в интересах железнодорожной компании, объявляет о помиловании убийц. Тогда Фрэнк решает взять отмщение в свои руки и начинает преследование братьев...

## В ролях
- Генри Фонда — Фрэнк Джеймс
- Джин Тирни — Элеанор Стоун
- Джеки Купер — Клем
- Генри Халл — майор Руфус Кобб
- Джон Кэррадайн — Боб Форд
- Эдвард Бромберг — Джордж Раньян
- Дональд Мик — Маккой
- Эдди Коллинз — станционный агент
- Джордж Барбье — судья
- Рассел Хикс — прокурор
- Эрнест Уитмен — Пинки
- Чарльз Таннен — Чарли Форд
- Ллойд Корриган — Рандольф Стоун
- Виктор Килиан — проповедник
- Джордж Чендлер — Рой
- Ирвинг Бейкон — наблюдатель
- Барбара Пеппер — Нелли Блейн